# 海伦·文德勒
海伦·文德勒（Helen Vendler，1933年4月30日－2024年4月23日）是一位美国学者、作家及文学评论家。她曾任波士顿大学、康奈尔大学、哈佛大学等大学英语语言及历史教授。她主要研究诗歌並對其批判分析。文德勒的诗歌评论文章定期在紐約客和纽约书评上發表。她还是美國國家圖書獎和普利策奖的常任评委。